# لوك مالك
لوك مالك (بالإنجليزية: Luke Malek)‏ هو سياسي أمريكي، ولد في 20 أكتوبر 1981. حزبياً، نشط في الحزب الجمهوري. وقد انتخب عضو مجلس نواب ايداهو.